# Breeg
Breeg (Engels: Bree) is een fictief dorp uit de verhalen van J.R.R. Tolkien, waaronder de trilogie In de ban van de ring.
Het ligt strategisch op het kruispunt van twee oude handelswegen. De mensen die er wonen noemt men Breeglanders. Het bijzondere van Breeg is dat er zowel mensen als hobbits vreedzaam samenleven. Breeg was voor de Hobbits het enige wat bekend was van de wereld buiten de Gouw. Er was regelmatig verkeer tussen de Breeglanders en de hobbits uit de Gouw.

## Breegland

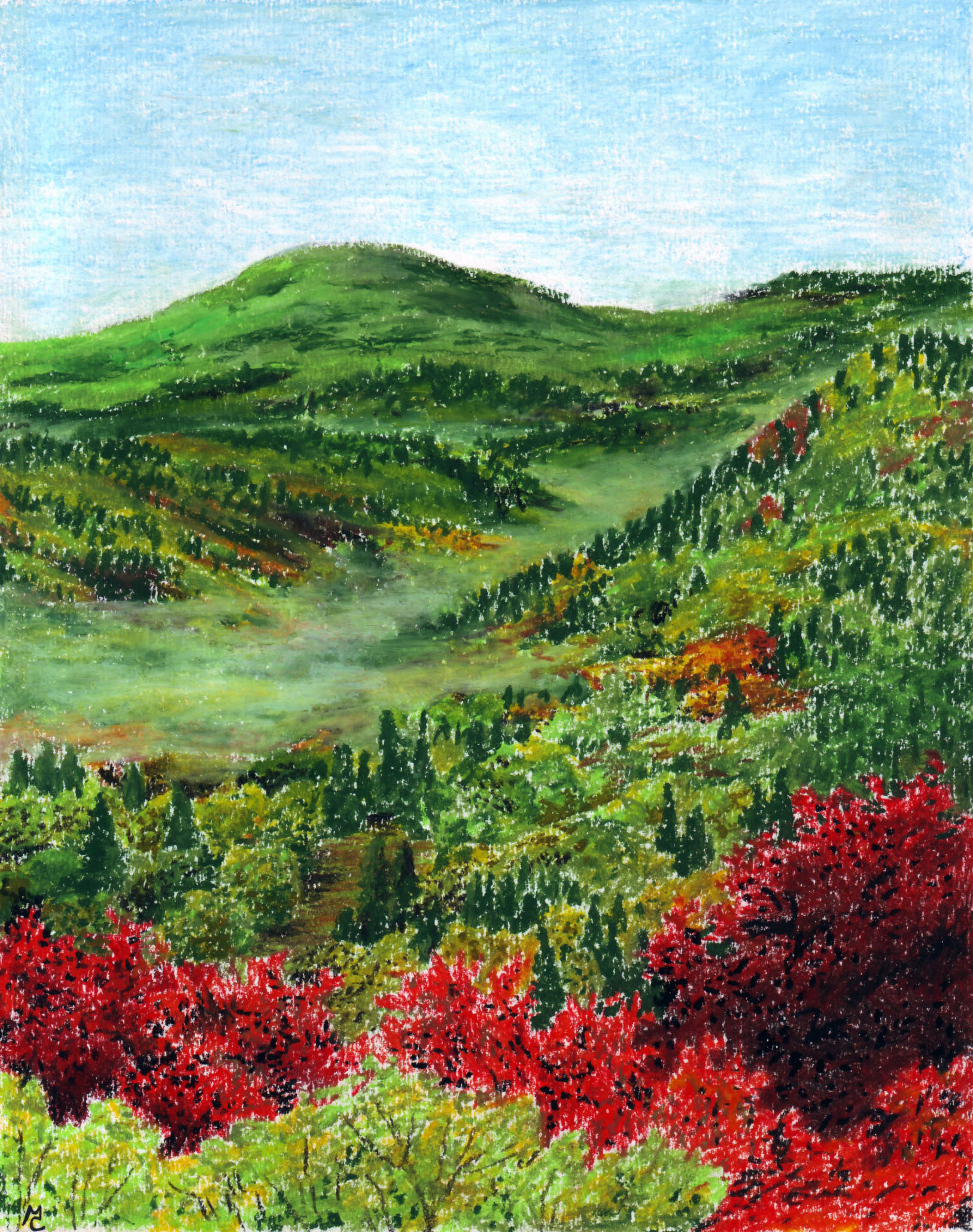

Breeg is het belangrijkste dorp van Breegland, het land rondom het dorp. Behalve Breeg liggen nog de volgende plaatsen in het gebied:
- Boog
- Stadel
- Kom

Stadel ligt aan de zuidoost kant van de heuvel, ten zuiden van Boog en Kom. Het is naast Breeg het enige dat vanaf de Grote Oostweg te zien is en wordt met name bewoond door Hobbits. De inwoners leven van de landbouw, waaronder het verbouwen van pijpkruid.
Kom wordt voornamelijk door mensen bewoond maar ook door een aantal Hobbits. De dorpelingen leven van de landbouw. Het dorp ligt tussen de heuvel en het aangrenzende bos, tussen Boog en Stadel.
Het noordelijkst gelegen is Boog, gelegen in het bos. Het dorp wordt voornamelijk door mensen bewoond.

## Herberg De Steigerende Pony
De Steigerende Pony is de bekendste herberg van Breeg. Gersteman Boterbloem is de eigenaar van de herberg. Nob en Bob, twee Hobbits, zijn bij hem in dienst als kamerbediende en stalknecht. Gasten kunnen er eten en drinken, slapen en hun pony's of paarden onderbrengen.
Gandalf ontmoet hier bij toeval Thorin Eikenschild voorafgaand aan de gebeurtenissen zoals beschreven in het boek De Hobbit. Hij hoort van de dwerg het plan om terug te gaan naar de Eenzame berg en geeft hem het advies om een Hobbit mee te nemen op deze expeditie.
In het boek De Reisgenoten belanden Frodo en zijn vrienden Sam, Merijn en Pepijn op aanraden van Tom Bombadil in de herberg, nadat ze de Gouw uitgevlucht zijn. Zij brengen zichzelf door overmoedig gedrag danig in de problemen, maar worden uit de moeilijkheden gered door de Doler Stapper, die zich later ontpopt als Aragorn. Boterbloem bedenkt ineens dat hij een tijd terug een brief van Gandalf heeft ontvangen en overhandigt deze aan Frodo. In de brief geeft Gandalf Frodo het advies om onder leiding van Aragorn naar Rivendel te gaan.
Zie ook: Lijst van koningen van Arnor · Lijst van koningen van Arthedain · Lijst van hoofden van de Dúnedain